# Medifoxamin
Medifoxamin ist ein Arzneistoff, der vor seiner Marktrücknahme zur Behandlung von Depressionen eingesetzt wurde. Es wirkt als Dopaminwiederaufnahmehemmer und als Agonist am 5HT2A und 5HT2C-Rezeptor. Die Merck-Tochter Lipha vertrieb Medifoxamin als Bestandteil eines Arzneimittels unter dem Handelsnamen Cledial.
Medifoxamin wurde hauptsächlich in Frankreich eingesetzt. 1999 wurde es vom Markt genommen, da seltene, aber schwere Fälle von Leberschädigungen bekannt wurden.